# Królewski Akademicki Instytut Muzyki Kościelnej
Królewski Akademicki Instytut Muzyki Kościelnej (Königliches Akademisches Institut für Kirchenmusik) - instytut naukowy Uniwersytetu Wrocławskiego działający w okresie 1815–1945, kształcący w zakresie katolickiej i protestanckiej muzyki kościelnej, teorii i praktyki śpiewu oraz gry na instrumentach.
Na początku XIX w. władze pruskie powołały we Wrocławiu uniwersytet, którego jednym z instytutów miał być zakład kształcący w zakresie muzyki kościelnej, teorii i praktyki śpiewu oraz gry na instrumentach. Ponieważ na nowej uczelni był zarówno wydział teologii katolickiej, jak i protestanckiej, to w zajęciach muzycznych mieli obowiązkowo uczestniczyć słuchacze obu teologii, a program studiów w instytucie obejmował naukę muzyki katolickiej, której pierwszym nauczycielem został Joseph Ignaz Schnabel i muzyki protestanckiej, nauczanej przez Friedricha Wilhelma Bernera. Sama placówka weszła w skład Wydziału Filozofii i zainaugurowała działalność w czerwcu 1815. W czasie kierowania placówką przez Maxa Schneidera (1915–1929) zmieniono nazwę na Instytut Muzyczny (Musikalisches Institut), a ten podzielono na dwie podjednostki: Musikwissenschaftliches Seminar (Seminarium Muzykologiczne) oraz Akademisches Institut für Kirchenmusik (Akademicki Instytut Muzyki Kościelnej). Ten ostatni przemianowano za kadencji Arnolda Schmitza (1929–1939) na Instytut Muzyki Kościelnej i Szkolnej (Institut für Kirchen- und Schulmusik). 
Istniejący do schyłku II wojny światowej instytut próbowano reaktywować po utworzeniu polskiego Uniwersytetu Wrocławskiego. W 1945 Adam Zbigniew Liebhart, a od 1946 Hieronim Feicht prowadzili tu katedrę muzykologii, ostatecznie rozwiązana w 1952. Dopiero w 2003 r. ponownie powołano na Wydziale Nauk Historycznych i Pedagogicznych Uniw. Wrocławskiego Zakład Muzykologii, przekształcony w 2015 w Instytut Muzykologii.
W instytucie wykładali, oprócz ww. także: Felix Expedit Baumgart, Emil Bohn, Moritz Brosig, Fritz Feldmann, Otto Kinkeldey, Johann Theodor Mosewius, Carl Reinecke, Julius Schäffer, Franz Joseph Wolf.
Do absolwentów instytutu należą:
- Emil Bohn[5]